# Organización del conocimiento
La organización del conocimiento (abreviado OC) es una disciplina  que tiene como objeto los procesos aplicados sobre el conocimiento documentado mediante el empleo de técnicas, normas, estándares, tecnologías y otros medios, a fin de optimizar su recuperación y utilización.
A pesar de que la organización del conocimiento es un tema que excede el ámbito de las bibliotecas siendo objeto de áreas del saber como la filosofía y la psicología, también es reconocida como una de las funciones primarias de este tipo de organizaciones además de ser materia de estudio de la Bibliotecología y ciencia de la información. De esta forma, contextualizados dentro de esta disciplina, la OC se orienta a concatenar, sistematizar y establecer algún orden en los contenidos o soportes, teniendo en cuenta aspectos como la jerarquía, la secuencialidad, la ilación temática, la asociatividad entre otros. La descripción de documentos, la indización y la clasificación son algunos de los procesos técnicos aplicados a los documentos dentro de las bibliotecas, archivos, centros de documentación y otras unidades de información y que son temas de interés de la OC.
Existen diferentes enfoques teóricos e históricos, y teorías sobre la organización del conocimiento, que están relacionadas con diferentes perspectivas de conocimiento, cognición, lenguaje, y organización social. Cada uno de estos enfoques tienden a responder la pregunta: ¿Qué es organización de conocimiento?, de una manera distinta. Los profesionales de los servicios de información documental se han concentrado en aplicar tecnología y estándares nuevos, y probablemente no han implicado en su trabajo la interpretación y el análisis del significado. Es por ello que la clasificación bibliográfica ha sido criticada por su falta de contenido intelectual substancial.[cita requerida]

## Técnicas de organización del conocimiento
Con el surgimiento y masificación de los catálogos de bibliotecas en línea (OPAC) en la década de 1980, y la consecuente aparición de problemas de recuperación por materia, se comenzó a aplicar registros bibliográficos enriquecidos mediante otras técnicas, como la extracción automática de palabras clave, notas de contenido y resúmenes. De todas ellas es posible determinar dos tipos de técnicas de organización del conocimiento.
- Técnicas de organización del conocimiento con lenguaje natural: son aquellas en las cuales no se utiliza el lenguaje controlado, como los resúmenes, extracción de palabras clave y notas de contenido.
- Técnicas de organización del conocimiento con lenguas artificiales: éstas incluyen el uso de sistemas de clasificación, la indización precoordinada y la indización poscoordinada.[2]

## Enfoques teóricos
Hjørland (2008) proporcionó una vista general de los enfoques a OC:

### Enfoque analítico por faceta
La fecha de la fundación de este enfoque puede ser tomada desde la publicación de La clasificación de dos puntos de S.R. Ranganathan en 1933. El enfoque ha sido profundizado, en particular por el British Classification Research Group (Grupo Británico de Investigación de la Clasificación). De muchas maneras este enfoque ha dominado lo que puede ser definido como la teoría de clasificación moderna.
La mejor manera de explicar este enfoque es probablemente explicar su metodología analítico-sintética. El término «análisis» se refiere al desglose de cada materia en sus conceptos básicos, mientras que el término «síntesis» se refiere a la combinación de unidades y conceptos relevantes para describir el contenido del paquete de información en mano.
Determinadas materias (como aparecen en, por ejemplo, títulos de libros) son primeramente analizadas en unas pocas categorías, que son definidas como facetas. Ranganathan propuso para esto su fórmula PMEET: Personalidad, Materia, Energía, Espacio y Tiempo; de los cuales se tiene:
- Personalidad es la característica distintiva de un tema.
- Materia es el material físico de lo que un tema está compuesto.
- Energía es cualquier acción que ocurra respecto al tema.
- Espacio es el componente geográfico de la localización de un tema.
- Tiempo es un periodo asociado con un tema.

### La tradición de búsqueda de la información
Importante ha sido en la tradición de búsqueda de la información, entre otros, los experimentos Cranfield, que fueron comenzados en los años 50, y los experimentos TREC (Text Retrieval Conferences) que comenzaron en 1992. Fueron los experimentos de Cranfield, los que introdujeron las famosas medidas de "memoria" y "precisión" como criterios de evaluación par sistemas de eficiencia. Los experimentos de Cranfield encontraron que la clasificación de sistemas como el UDC y analíticos de faceta eran menos eficientes comparados con búsquedas de texto libre o sistemas de indexado de bajo nivel (UNITERM). La prueba I de Cranfield encontró de acuerdo a Ellis (1996, p. 3-6) los siguientes resultados.
- UNITERM: 82,0% memoria
- Encabezamientos de materia: 81,5% memoria
- Clasificación Decimal Universal: 75,6% memoria
- Clasificación por faceta: 73,8% memoria

Aunque estos resultados han sido criticados y cuestionados, la tradición de búsqueda de información se ha vuelto más influyente, en detrimento de la clasificación bibliográfica. La tendencia dominante ha sido la de considerar sólo promedios estadísticos. Lo que ha llevado a preguntar:  ¿hay cierto tipo de preguntas en las cuales, para otros tipos de representación, por ejemplo, de vocabularios controlados, pueden llegar a mejorar la memoria y la precisión?.

### Orientado al usuario y perspectivas cognitivas
La mejor manera de definir este enfoque es probablemente por método: sistemas basados en enfoques orientados al usuario, deben especificar cómo el diseño del sistema está hecho, sobre la base de estudios empíricos de los usuarios.
Estudios de usuarios demostraron que los usuarios prefieren sistemas de búsqueda verbal, el opuesto a sistemas basados en notaciones de clasificación. Esto es un ejemplo del principio derivado de estudios empíricos de usuarios. Partidarios de las notaciones de clasificación, pueden tener todavía un argumento: que las notaciones son bien definidas y que los usuarios pueden perder información importante al no considerarlas.

### Enfoques bibliométrico
Estos enfoques están basados principalmente en usar referencias bibliográficas para organizar redes de papeles, mayormente por pareo bibliográfico (introducido por Kessler 1963) o análisis de cocitación (independientemente sugeridos por Marshakova 1973 y Small 1973). En tiempos recientes, se ha vuelto una actividad popular interpretar mapas bibliométricos como estructuras de campos de búsquedas.
Hay dos consideraciones importantes para tomar en cuenta enfoques bibliométricos a OC:
1. El nivel de la profundidad de indexado es en parte determinado por el número de términos asignados a cada documento. En el indexado de menciones esto corresponde al número de referencias en un determinado papel. En promedio, los papeles científicos contienen de 10 a 15 referencias, que proveen un alto grado de profundidad.
2. Las referencias, que funcionan como puntos de accesos, son organizados por el más alto nivel de pericia-tema: los expertos escribiendo en principales publicaciones. Esta pericia es mucho mayor que aquella en la cual catálogos de bibliotecas o bases de datos bibliográficas típicamente pueden hacer un uso.

### El enfoque analítico de dominio
El análisis de dominio es un punto de vista sociológico-epistemológico. El indexado de un determinado documento refleja las necesidades de un determinado grupo de usuarios o de un determinado propósito ideal. En otras palabras, cualquier descripción o representación de un determinado documento es más o menos ajustado al cumplimiento de ciertas tareas. Una descripción nunca es objetiva o neutral, y el objetivo no es estandarizar descripciones o hacer una descripción definitiva para diferentes grupos meta.
El desarrollo de la biblioteca danesa (KVINFO: Centro Danés de Investigación sobre la Mujer y el Género) puede servir como un ejemplo que explica el punto de vista análisis-dominio. KVINFO fue fundada por la escritora Nynne Koch y su historia empieza desde 1965. Nynne Koch fue empleada en la Biblioteca Real de Dinamarca en Copenhague en una posición sin influencia sobre la selección de libros. Ella estaba interesada en estudios de la mujer, y comenzó personalmente a coleccionar cartas de catálogos de libros en la Biblioteca Real, los cuales fueron considerados relevantes para los estudios de la mujer. Ella desarrolló un sistema de clasificación para esta asignatura. Luego se convirtió en la cabeza de KVINFO y recibió un presupuesto modesto para comprar libros y publicaciones, e incluso más tarde, KVINFO se convirtió en una biblioteca independiente. El punto de vista teórico que es importante es que la Biblioteca Real tenía un catálogo sistemático de alto perfil. Normalmente es asumido que dicho catálogo es capaz de identificar libros relevantes para usuarios, cualquiera sea la motivación teórica. Este ejemplo demuestra, sin embargo, que para un grupo específico de usuarios (escolares feministas), una manera alternativa de organizar cartas de catálogo era importante. En otras palabras: diferentes puntos de vista requieren distintos sistemas de organización.
El análisis de dominio es el único enfoque a OC que ha examinado seriamente problemas epistemológicos en la práctica, por ejemplo: comparando las aseveraciones hechas en distintos enfoques a OC y examinando las preguntas respecto a la subjetividad y objetividad en OC. La subjetividad no es sólo sobre diferencias individuales. Tales diferencias son de menor interés porque no pueden ser usadas como directrices para OC. Lo que parece importante las perspectivas colectivas compartidas por varios usuarios. Un tipo de subjetividad de varios usuarios está relacionada con posiciones filosóficas. En cualquier campo de conocimiento diferentes perspectivas están siempre en juego. En las artes, por ejemplo, diferentes perspectivas del arte siempre están presentes. Tales perspectivas determinan las opiniones sobre obras de arte, escritos sobre obras de arte, cómo están organizados las obras de arte en exhibiciones y cómo los escritos sobre el arte están organizados en bibliotecas (ver Ørom, 2003). En general se puede decir que diferentes posiciones filosóficas en cualquier asunto tienen implicaciones para la relevancia de los criterios, necesidades de información y para los criterios de la organización del conocimiento.